# Météorite de Tissint
«  Tissint (météorite) » redirige ici. Pour les autres significations, voir Tissint.
La météorite de Tissint, ou simplement Tissint, est une météorite martienne de type shergottite tombée à Tissint (en) au Maroc dans la province de Tata le 18 juillet 2011. Elle a été retrouvée par des nomades dès octobre 2011 en de nombreux fragments allant de 1 à 987 g, pour une masse totale d'environ 7 kg,. 
Il s'agit de la cinquième météorite martienne dont la chute a été observée. Celle-là a la particularité d'avoir été fraîchement découverte après s'être écrasée et ainsi été peu ou pas contaminée par l'environnement terrestre (pluie, bactéries, etc.).

## Pétrographie
Tissint est une shergottite olivine-phyrique, avec des mégacristaux d'olivine très magnésiens dans une matrice dominée par du pyroxène et du verre plagioclasique choqué (maskelynite (en)), avec comme minéraux mineurs la chromite, l'ilménite, la pyrrhotite et des phosphates.
La météorite a subi un métamorphisme de choc, révélé par la présence d'abondantes poches de verre noir (jusqu'à une taille centimétrique), des veines de verre et une grande variété de phases de haute pression.

## Composition chimique et isotopique
La composition chimique de Tissint est semblable à celle des autres shergottites picritiques dites « appauvries » (en terres rares légères), tant en ce qui concerne les éléments majeurs que les éléments-traces, notamment les HSFE (high‐field strength elements, éléments à haut champ cristallin : Nb, Zr, Hf, Ta et W) et les HSE (highly siderophile elements, éléments hautement sidérophiles : Re, Os, Ir et Pt). Il en est de même pour la composition isotopique de l'osmium et du tungstène.

## Âges
L'âge de cristallisation de Tissint a été évalué par les méthodes lutécium-hafnium, samarium-néodyme, argon-argon et rubidium-strontium : 582 ± 18 Ma.
L'âge d'exposition (aux rayons cosmiques) de Tissint a été estimé par l'analyse des nucléides radiogéniques 14C, 22Na, 26Al, 54Mn et 60Co : 0,9 ± 0,2 Ma.
Ces deux âges, dont le premier correspond à la formation de la roche sur Mars et le second à l'éjection du météoroïde, sont dans la gamme des âges obtenus à ce jour pour les autres shergottites.